# Bembidion semistriatum
Bembidion semistriatum es una especie de escarabajo del género Bembidion, tribu Bembidiini, familia Carabidae. Fue descrita científicamente por Haldeman en 1843.
Se distribuye por Estados Unidos y Canadá. La especie se mantiene activa durante los meses de marzo, abril, mayo, junio, julio, agosto y octubre.